# Patrimoni dell'umanità del Madagascar
I patrimoni dell'umanità del Madagascar sono i siti dichiarati dall'UNESCO come patrimonio dell'umanità in Madagascar, che è divenuto parte contraente della Convenzione sul patrimonio dell'umanità il 19 luglio 1983.
Al 2022 i siti iscritti nella Lista dei patrimoni dell'umanità sono tre, mentre sette sono le candidature per nuove iscrizioni. Il primo sito, la Riserva naturale integrale Tsingy di Bemaraha, è stato iscritto nella lista nel 1990, durante la quattordicesima sessione del comitato del patrimonio mondiale; nel 2023 è stato notevolmente esteso e rinominato Foreste secche dell'Andrefana. Undici anni dopo, nella venticinquesima sessione, la collina reale di Ambohimanga è divenuta il secondo sito malgascio riconosciuti dall'UNESCO. Il terzo patrimonio è costituito dalle foreste pluviali dell'Atsinanana, incluse nella lista nel 2007 dalla trentunesima sessione del comitato. Due siti sono considerati naturali, secondo i criteri di selezione, uno culturale.

## Siti del Patrimonio mondiale
| Foto | Sito                             | Luogo | Tipo                         | Anno      | Descrizione |
| ---- | -------------------------------- | --- | ---------------------------- | --------- | --- |
|      | Foreste secche dell'Andrefana    | Regione di Atsimo-Andrefana, Regione di Boeny, Regione di Diana, Regione di Melaky                                                                              | Naturale (494; vii, ix, x)   | 1990-2023 | Le Foreste secche dell'Andrefana sono un'estensione seriale del sito della Riserva naturale integrale Tsingy di Bemaraha e sono costituite da cinque aree protette (Riserva speciale dell'Ankarana, Parco nazionale di Ankarafantsika, Parco nazionale di Mikea, Parco nazionale di Tsimanampetsotsa e Riserva speciale di Analamerana). Le nuove parti componenti coprono quasi l’intera gamma di variazioni ecologiche ed evolutive all’interno delle foreste occidentali del Madagascar da nord a sud, comprese le foreste secche occidentali e la foresta spinosa del sud-ovest. Questi ulteriori siti sono di estrema importanza per la conservazione in quanto coprono una spettacolare gamma di biodiversità endemica e minacciata, tra cui baobab, alberi di fiamma (Delonix), nonché lignaggi evolutivi unici come i Mesitornithiformes, un ordine di uccelli che risale a 54 milioni di anni fa. |
|      | Collina reale di Ambohimanga     | Ambohimanga Rova | Culturale (950; iii, iv, vi) | 2001      | La collina reale di Ambohimanga è costituita da una città reale e da un luogo di sepoltura e da un insieme di luoghi sacri. È associato a forti sentimenti di identità nazionale e ha mantenuto il suo carattere spirituale e sacro sia nella pratica rituale che nell'immaginario popolare negli ultimi 500 anni. Rimane un luogo di culto a cui vengono i pellegrini dal Madagascar e altrove. |
|      | Foreste pluviali dell'Atsinanana | Distretto di Ambalavao, Regione di Alaotra Mangoro, Regione di Analanjirofo, Regione di Anosy, Regione di Haute Matsiatra, Regione di Sava, Regione di Vatovavy | Naturale (1257; ix, x)       | 2007      | Le foreste pluviali dell'Atsinanana comprendono sei parchi nazionali distribuiti lungo la parte orientale dell'isola. Queste foreste relitte sono di fondamentale importanza per il mantenimento dei processi ecologici necessari per la sopravvivenza della biodiversità unica del Madagascar, che riflette la storia geologica dell'isola. Avendo completato la sua separazione da tutte le altre masse terrestri più di 60 milioni di anni fa, la vita vegetale e animale del Madagascar si è evoluta in isolamento. Le foreste pluviali sono inscritte per la loro importanza sia per i processi ecologici che biologici, nonché per la loro biodiversità e le specie minacciate che supportano (soprattutto primati e lemuri). |

## Siti candidati
| Foto | Sito                                                                                      | Luogo                                           | Tipo                         | Anno       | Descrizione |
| ---- | ----------------------------------------------------------------------------------------- | ----------------------------------------------- | ---------------------------- | ---------- | --- |
|      | Sud-ovest del Madagascar, Paese dei Mahafaly                                              | Distretto di Ampanihy, Distretto di Betioky Sud | Misto (949)                  | 14/11/1997 | Il Paese dei Mahafaly è un'aspra regione subdesertica con uno strano paesaggio vegetale adattato alla siccità e al caldo e che sembra appartenere a un altro mondo: alberi senza foglie, foreste senza ombra, spine ovunque, piante grasse di ogni tipo, Alluaudia procera con candelabri spinosi ed emaciate euforbie arboree a lattice caustico, baobab gonfi a forma di bottiglia, Pachypodium gonfi, piante la maggior parte delle quali non si trovano in nessun'altra parte del mondo. In tutti i tempi gli abitanti del sud del Madagascar e in particolare i Mahafaly hanno saputo approfittare di questa natura ostile e della vegetazione spinosa per la difesa dei loro villaggi, costruiti nel mezzo di una cintura impraticabile di alberi spinosi. In questo contesto troviamo una forma di arte tradizionale particolarmente caratteristica che è anche al centro di un insieme di pratiche rituali: l'arte funeraria dei Mahafaly. |
|      | Riserva speciale di Anjanaharibe Sud (estensione delle foreste pluviali dell'Atsinanana)  | Regione di Sava                                 | Naturale (5313; ix, x)       | 14/03/2008 | Questa riserva è molto vicina al Parco nazionale di Marojejy, un sito già incluso nel sito seriale. Un corridoio forestale chiamato Betaolana tra i due è ben conservato e gestito in modo sostenibile dalle comunità locali. La riserva è anche un punto di connessione tra le foreste sulla scarpata orientale e le foreste all'interno degli altopiani settentrionali: la flora e la fauna sembrano essere diverse tra le due aree. |
|      | Città alta di Antananarivo                                                                | Antananarivo                                    | Culturale (6078; ii, v, vi)  | 02/02/2016 | La Città alta è un sito urbano di eccezionale qualità che non ha eguali nell'Africa sub-sahariana. La miscela di elementi architettonici tipicamente malgasci ed elementi della presenza coloniale ha plasmato un'architettura unica di alta qualità che è ancora sufficientemente ben conservata. Il sito è caratterizzato anche da una specifica forma urbana in cui gli elementi del paesaggio giocano un ruolo importante e contribuiscono alla creazione di un insieme urbano coerente di alta qualità. Questo insieme è arricchito anche dalla presenza del Rova di Antananarivo — il recinto del Palazzo Reale e del Palazzo della Regina — importante elemento visivo e architettonico che definisce il paesaggio urbano della città. |
|      | Antico sito industriale di Mantasoa                                                       | Mantasoa                                        | Culturale (6302; ii, iv)     | 15/02/2018 | L'antico sito industriale di Mantasoa è un sito storico, culturale e turistico costituito da un insieme di monumenti in pietra e legno che compongono la città industriale artigianale costruita da Jean Laborde (1800-1878), un francese al servizio della regina Ranavalona I (1828-1861). Il sito Soatsimanampiovana, che significa "bellezza immutabile", è il nome dato da Jean Laborde a questa città operaia. Esso fu il primo in Madagascar a produrre ferro, ghisa, polvere da sparo e articoli vari, vasi in vetro, sapone e terracotta. |
|      | Chiesa cattolica di Ambodifotatra di Sainte-Marie                                         | Ambodifotatra                                   | Culturale (6303; ii)         | 15/02/2018 | La Chiesa cattolica di Ambodifotatra è il culmine di dieci anni di missioni di evangelizzazione (dal 1837 al 1847) di padre Pierre Dalmond in Madagascar, principalmente a Sainte-Marie, Nosy-Be, Tuléar e nelle Comore, a Mayotte. È la prima chiesa cattolica solida costruita in Madagascar, un monumento storico affacciato sulla baia e di fronte a Îlot Madame; è costruita su una collina e misura 35 metri di lunghezza, 10 di larghezza e 12 di altezza. |
|      | Nosy Lonjo d’Antsiranana                                                                  | Antsiranana                                     | Misto (6304; iii, vii)       | 15/02/2018 | Nosy Lonjo è un isolotto di origine vulcanica, di forma conica, alto 122 metri e con una superficie di 4,5 ettari. È costituito da banchi di calcare nummulitico staccati dalla montagna chiamata Montagne des Français. L'isolotto è ricoperto da una vegetazione composta dai tipici baobab Adansoniasuarezensis e mangrovie. È popolato da una varietà di fauna tra cui i pipistrelli della frutta fanihy (Eidolondupreanum, Pteropusrufus). Nosy Lonjo è un pittoresco sito naturale, preservato dalla sua vocazione culturale. Come tutti gli isolotti al largo della costa nord-occidentale di Grande Terre (Madagascar), funge da luogo di sepoltura dei defunti sovrani Sakalava, ed è quindi sacro. È anche luogo di culto agli antenati mediante le tradizionali cerimonie fijoroana ancora praticate dalle popolazioni locali. |
|      | NOSYnakà (Sahamalaza, Nosy Hara, Nosy Tanikely, Lokobe, Ambodivahibe, Ankarea, Ankivonjy) | Regione di Diana, Regione di Sofia              | Naturale (6306; viii, ix, x) | 15/02/2018 | Il sito si compone di 7 aree marine protette di diverse categorie e copre la piattaforma continentale dalla costa al bordo della piattaforma, comprendendo molti tipi di baie e isole. A est, la stretta e ripida piattaforma continentale si traduce in baie profonde e strette con canyon che conducono ad acque profonde, dove si osservano forti risalite come nella baia di Ambodivahibe. A ovest, un'ampia striscia poco profonda attraversa la costa con una barriera corallina fossile all'estremità, attualmente a 70 m di profondità, che protegge grandi sistemi di baie come Sahamalaza. Su entrambi i lati, le baie contengono habitat misti di barriere coralline, mangrovie e praterie di alghe, come Nosy Hara dove coesistono questi diversi tipi di ecosistemi. Al largo della costa occidentale si trova il Banc de Castor sommerso e poco profondo. Complessi sistemi di isole si trovano sulla costa occidentale, tra cui Nosy Hara, Nosy Tanikely e Nosy Mitsio, di origini diverse tra cui vulcanica, carsica (strutture di barriera corallina erosa) e sedimentaria. |